# Macropanesthia rhinoceros
Espèce
La blatte rhinocéros (Macropanesthia rhinoceros) est une espèce d'insecte de l'ordre des Blattodea de la famille des Blaberidae originaire d'Australie, particulièrement des régions tropicales du Queensland. Elle peut peser jusqu'à 35 g,, ce qui en fait la plus lourde blatte du monde, et mesurer jusqu'à 80 mm (Blaberus giganteus est plus longue, mais plus légère). Elle peut vivre 10 ans.
Contrairement à beaucoup d'autres blattes, elle ne possède pas d'aile et n'est pas considérée comme une nuisance. Elle joue un rôle vital dans son écosystème en consommant des feuilles mortes, en particulier d'eucalyptus, et d'autres matières. Elle peut s'enterrer  jusqu'à 1 mètre dans le sol, où elle a son gîte permanent. Les mâles se distinguent des femelles par leur « bêche » sur la tête, absente chez la femelle.
Macropanesthia rhinoceros atteint sa taille définitive après 12 ou 13 mues. Elle sort de son exuvie entièrement blanche, sauf les yeux. Cette espèce est ovovivipare.